# スペンサー・フレデリック・ゴア
スペンサー・フレデリック・ゴア（Spencer Frederick Gore、1878年5月26日 - 1914年3月27日）はイギリスの画家である。ウォルター・シッカートを中心とした美術家のグループの「カムデン・タウン・グループ」の創立メンバーの一人である。「ポスト印象派」に影響を受けたスタイルの作品を描いた。

## 略歴
サリー州のエプソムに有名なテニス選手のスペンサー・ゴアの息子に生まれた。パブリック・スクール、ハーロー校で学んだ後、ロンドンのスレード美術学校でフレデリック・ブラウンやヘンリー・トンクス、フィリップ・ウィルソン・スティーアに学んだ。同時期の学生にハロルド・ギルマンがいてその後、ゴアとギルマンは活動を共にすることになった。
1904年にフランスのディエップに旅した時、スレード美術学校の同僚のアルバート・ラザーストンに紹介されて、ウォルター・シッカートと出会った。その後、シッカート、リュシアン・ピサロ、ハロルド・ギルマン、チャールズ・ジナーらの芸術家とロンドンのフィッツロイ通りに集まるようになった。ロイヤル・アカデミー・オブ・アーツ（王立美術院:略称 RA）の保守的な運営に対抗して設立されたニュー・イングリッシュ・アート・クラブの会員になり、アライド・アーティスト・アソシエーション(Allied Artists Association)の展覧会に出展した。1911年にグループ展を開くために「カムデン・タウン・グループ」を創立し、最初の会長となった。1913年に「カムデン・タウン・グループ」とヴォーティシズムのグループなどが合流し「ロンドン・グループ」が設立されるとそのメンバーとなった。
1912年に結婚し、1913年からアウター・ロンドンのリッチモンド・アポン・テムズに住むようになりリッチモンドの風景を描いた作品を残した。1914年に肺炎で亡くなった。35歳だった。
息子のフレデリック・ゴア(Frederick Gore:1913-2009)は画家になり、ロンドンのセント・マーチンズ・スクール・オブ・アートの副校長を務めた。

## 作品

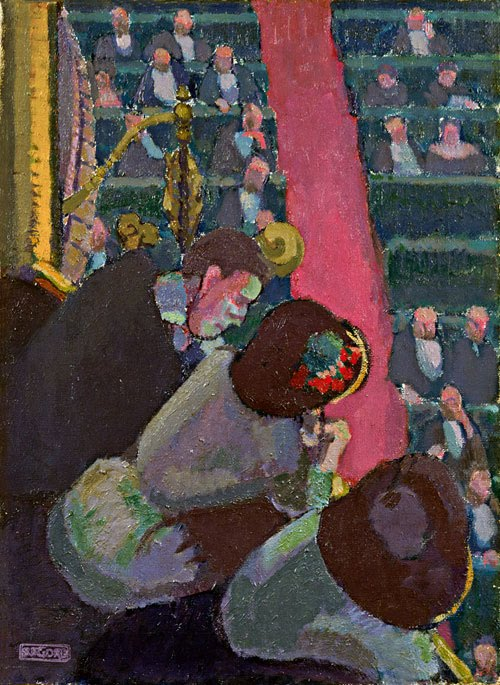
アルハンブラのバルコニー (1910/1911)
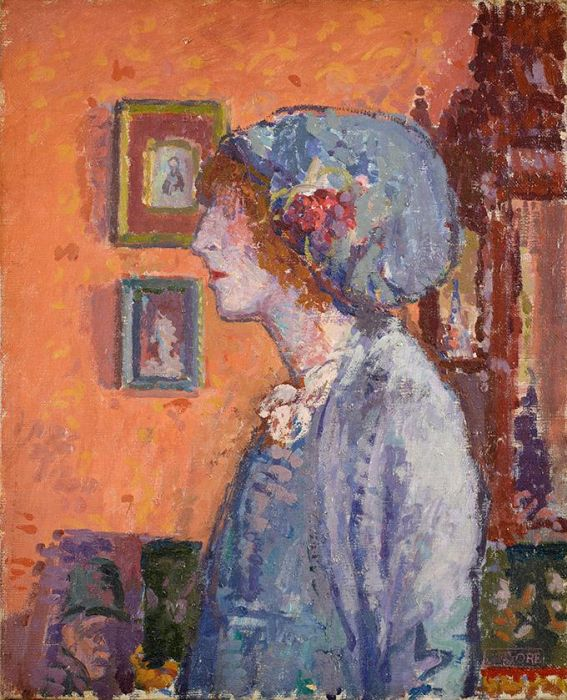
画家の妻
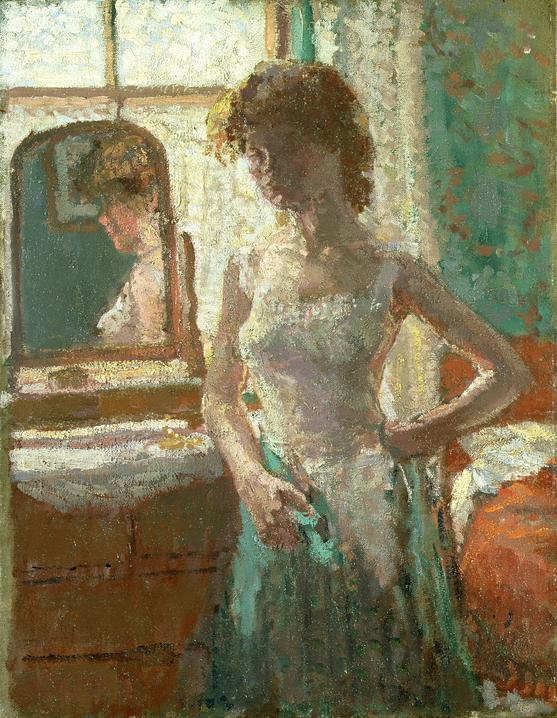
The Green Dress(c.1900)
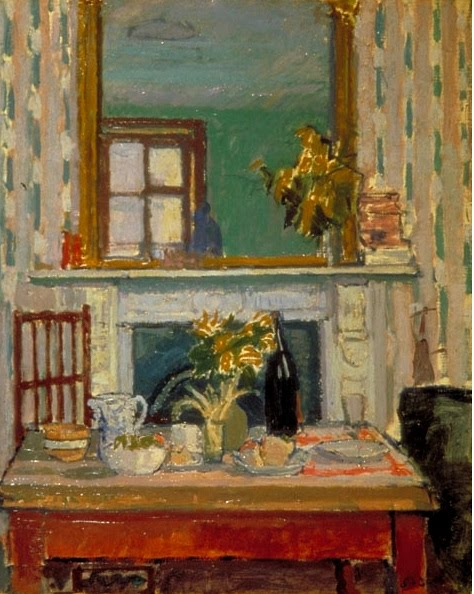
室内

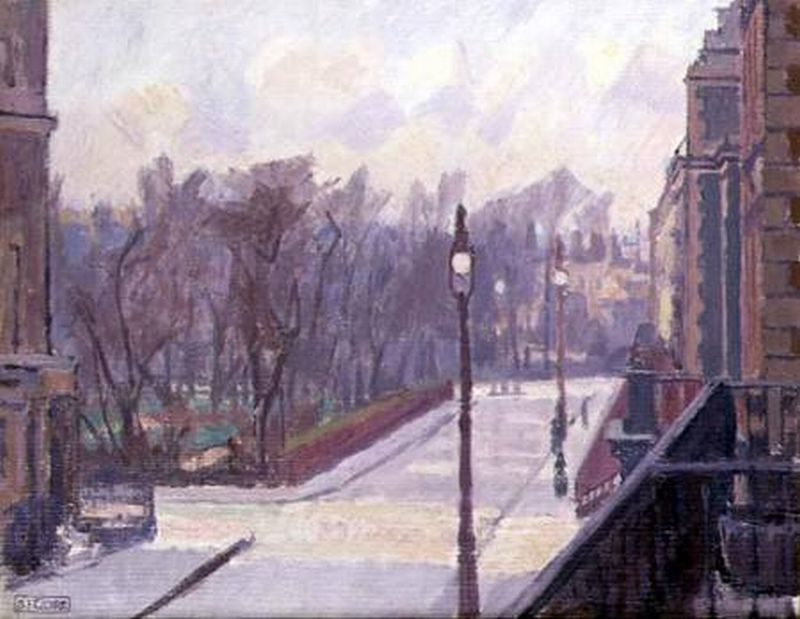
File:Hartington square.JPG
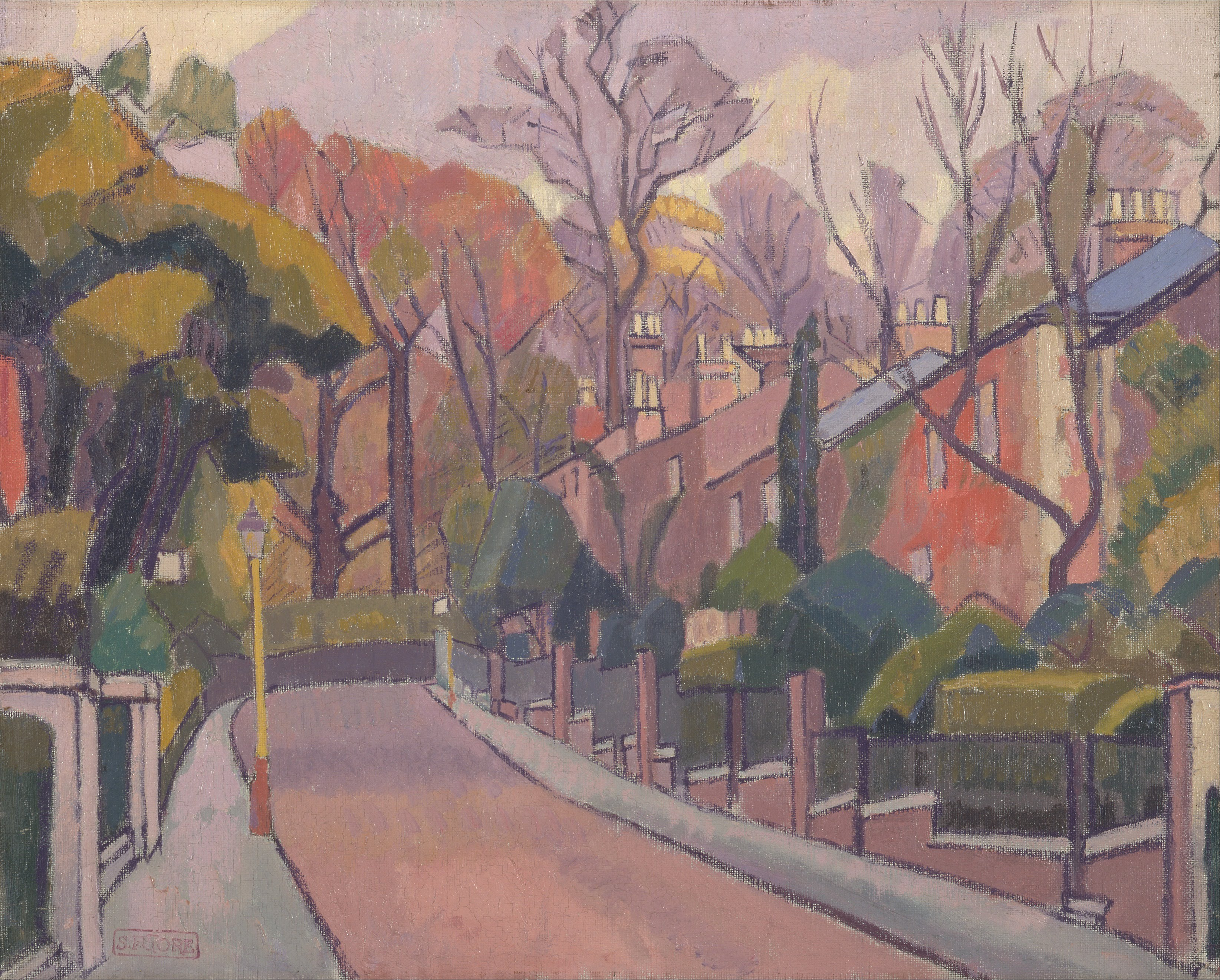
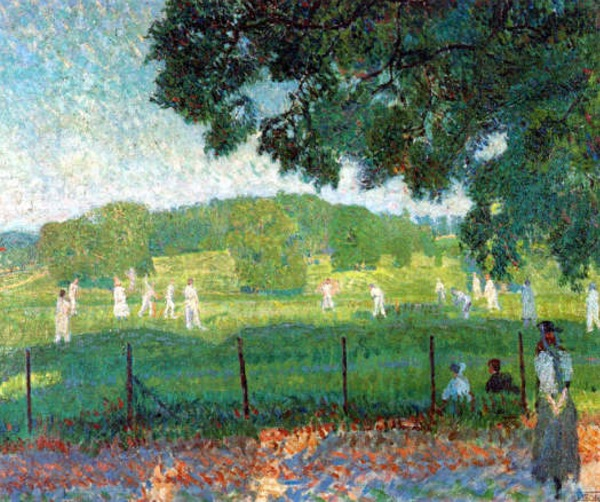
クリケットの試合